# Mark Warnecke
Mark Warnecke (Alemania, 15 de febrero de 1970) es un nadador alemán retirado especializado en pruebas de estilo braza, donde consiguió ser medallista de bronce olímpico en 1996 en los 100 metros.

## Carrera deportiva
En los Juegos Olímpicos de Atlanta 1996 ganó la medalla de bronce en los 100 metros estilo braza, con un tiempo de 1:01.33 segundos tras el belga Fred Deburghgraeve y el estadounidense Jeremy Linn; también ganó el oro en los 50 metros braza en el Mundial de piscina larga de Montreal 2005.